# Hegyközkovácsi
Hegyközkovácsi falu Romániában, Bihar megyében.

## Fekvése
Bihar megyében, Nagyváradtól északkeletre fekvő, Bihar községhez tartozó település.

## Története
Hegyközkovácsi igen régi település, melyet még I. István korában, az államszervezés idején alapítottak.
Kovácsit a közeli bihari vár és a püspökség kovácsai lakták.
A település földesura a 18. század közepén szikszai Kiss Péter volt, kitől örökségként szállt a birtok Ilosvay, Komáromy, családokra, Szilágyi Samura, az ev.ref. egyházkerület püspökére és nejére, Szeremley Zsuzsannára.
A 20. század elején Zatureczky Albertnek volt itt nagyobb birtoka, és úrilaka, melyet még Szilágyi Sámuel püspök építtetett.
A településhez tartozott Mezőfalva puszta is.
A Hegyközkovácsi-hoz tartozó Sáncz-dűlőt a községtől a Bihari várdomb-ig húzódó ősi sáncokról nevezték el.
1910-ben 830 lakosából 819 magyar, 8 román, 3 német nemzetiségű volt.
A település a trianoni békeszerződés előtt Bihar vármegyéhez tartozott.
A falu a békésiek faluja, mivelhogy 1900-1910 között békési parasztemberek vettek itt földeket és műveltették, később pedig családjaikkal ide is költöztek. Íme a családok nevei: Szűcs, Nagy, Kiss, Domokos, Hőzső, Tarkovács, Diószegi, K.Szabó és Okányi.
1941-ben testvértelepülés lett Békéssel, amelynek a lakói országzászlót ajándékoztak, és fel is avattak a falu központjában, ahol most a vízszolgáltatás működik.
A faluban több emlékmű van. A világháborúban elesettek emlékműve és a kommunizmus által eltiport falu, Mezőfalva emlékére állított emlékmű, amely a templomkertben van.A művelődési ház előtt található a Szilágyi Sámuel debreceni püspök emlékére állított mellszobor. Szilágyi Sámuel a kovácsi birtokáról irányította a debreceni püspökséget. A kovácsi templomban volt eltemetve.
1792 karácsonyán a kovácsi templomban prédikált legátusként Csokonai Vitéz Mihály, amit egy emléktábla őriz a templomban. Legátusként megvendégelték, és a jó hegyközi bortól elnehezedve a parókiához vezető utat eltévesztve az úton találkozott emberektől kérdezte meg, hogy merre kell kovácsiba visszaérni, amely akkor még tanyavilág volt. Elküldték egy irányba, de csak nem talált a faluba s újra megkérdezte, de akkor már humorosan: „Bácsi! Messze van Kovácsi?”, ami mai napig fennmaradt a nyelvjárásban.
Csokonai Vitéz Mihály nevét viseli a kovácsi Általános Iskola, és az egyik művének a nevet a  Szamóca óvoda.
Egy videó Kovácsi történetéről

## Nevezetességek
- Református temploma - 1780-ban épült, de tornyát 1867-ben építették hozzá.
- Világháborús emlékmű - A templom kertjében.

## Hírességei
- Szilágyi Sámuel (Debrecen 1719. február 19. - Hegyközkovácsi, 1785. július 20.) református püspök, író.
- Varga Vilmos (Hegyközkovácsi 1936. december 9.) színész.